# 马利亚达-迪佩德拉斯
马利亚达-迪佩德拉斯是巴西巴伊亚州的一个市镇。总面积479.393平方公里，总人口9263人，人口密度19.3人/平方公里。